# Koraaljuffer
De koraaljuffer (Ceriagrion tenellum) is een libel uit de familie van de waterjuffers. Het is een van de weinige bijna volledig rode juffers, vandaar ook de naam. Het is vooral een zuidelijke soort, die vrij zeldzaam tot zeldzaam in België en Nederland voorkwam, maar steeds algemener wordt.

## Naamgeving
De wetenschappelijke naam van de soort werd in 1789 als Libellula tenella gepubliceerd door Charles Joseph de Villers.

## Beschrijving

### Imago
De koraaljuffer is een kleine tot middelgrote juffer, lengte 25–35 mm. Het achterlijf is volledig helder rood, zonder opvallende tekening. Het borststuk is donker met een smalle gele schouderstreep of -streepjes, van boven bronskleurig. De poten zijn eveneens donkergeel tot rood.
Het pterostigma is iets langer dan breed, één vleugelcel lang, en lichtroodgekleurd.
Bij de vrouwtjes zijn vier vormen te onderscheiden. Forma erythrogastrum lijkt sterk op het mannetje; alleen de segmentranden van het achterlijf zijn donker. Van forma typicum zijn de segmenten 4 tot en met 8 donker, soms iets meer, soms iets minder. Forma intermedium betreft allerlei overgangsvormen tussen de vorige twee. Forma melanogastrum heeft een geheel donker achterlijf.

### Larve
De larve van de koraaljuffer is te herkennen door haar opvallend korte en brede staartlamellen, met een spitse top. In tegenstelling tot de meeste waterjuffers, zijn die staartlamellen niet dwars gedeeld. Het vangmasker is ruitvormig, iets langer dan breed. De lengte van de larve bedraagt 15–19 mm.
De levenscyclus duurt een, mogelijk soms twee jaar. De larven zijn nog niet volledig volgroeid als ze de (laatste) winter in gaan. Uitsluipen gebeurt van eind mei tot eind augustus, met een piek in juli en begin augustus.
De larve leeft in de ondiepe oeverzone tussen veenmos of, bij gebrek daaraan, tussen andere dichte vegetatie. Soms ook op de bodem tussen dood plantenmateriaal.

## Vliegtijd

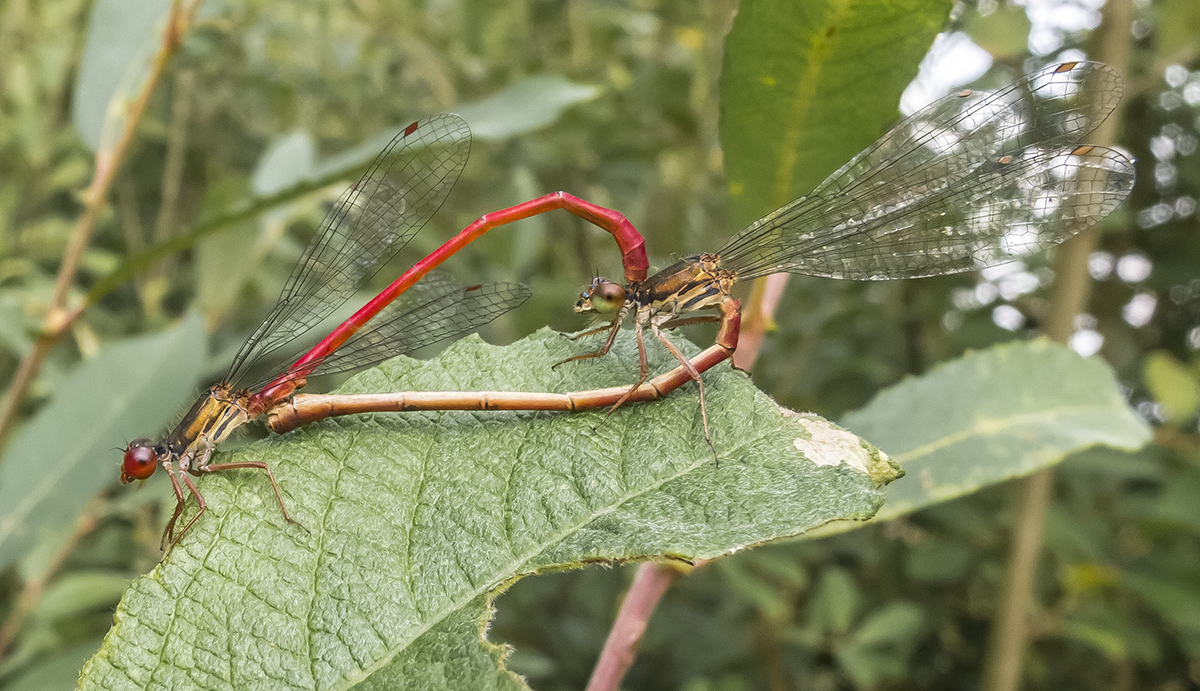
Parende koraaljuffers

Van eind mei tot eind september, met een piek in tweede helft van juli en eerste van augustus. De imago's blijven doorgaans in de buurt van het water en zijn dan aan te treffen tussen pijpenstrootje of pitrus.

## Gedrag en voortplanting
De dieren vormen meestal een tandem voor de paring en de eileg. Eitjes worden in tandem afgezet op uit het water stekende planten, drijvend veenmos, of andere drijvende planten.

## Habitat
De koraaljuffer vraagt een zeer specifiek voortplantingsbiotoop: ondiep, zuiver en stilstaand of licht stromend water met een rijke veenmossenvegetatie, bij voorkeur in een bosrijke omgeving als bescherming tegen de koude. De soort is dan ook typisch voor hoogvenen, voedselarme vennen en kwelwaterbeekjes.

## Verspreiding en voorkomen
De koraaljuffer is vooral een soort van het Middellands Zeegebied en zuidwestelijk Europa. Ze was tot de eeuwwisseling minder algemeen in West-Europa, maar breidt haar areaal uit.
Nederland en België liggen bijna op de noordelijke grens van het verspreidingsgebied; de soort was ook hier tot de eeuwwisseling vrij zeldzaam tot zeldzaam, maar is sindsdien aan een forse opmars bezig. Ze komt vooral voor op zandgronden van Drenthe en aangrenzend Friesland, Overijssel, de Achterhoek, Noord-Brabant en Limburg. Minder uitgebreid op de Veluwe. De soort duikt op steeds meer plaatsen op, ook buiten de zandgronden.
De koraaljuffer hoort sinds de eeuwwisseling bij de sterkste stijgers voor wat betreft het aantal waarnemingen. Mogelijk heeft dit te maken met de algemene temperatuurstijgingen in West-Europa.

## Verwante en gelijkende soorten

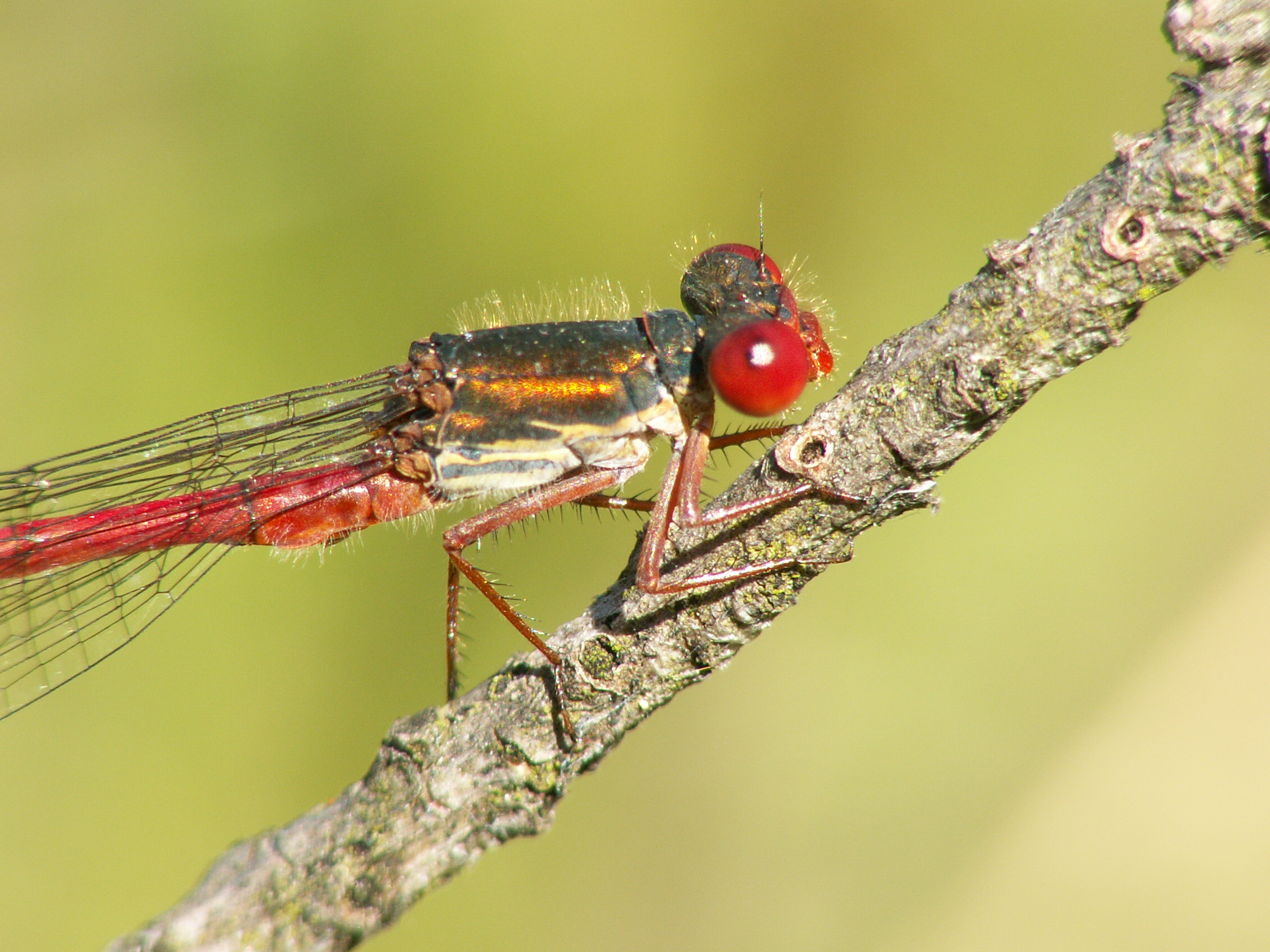
Koraaljuffer mannetje

De koraaljuffer heeft geen nauwe verwanten binnen hetzelfde geslacht in België en Nederland.
Enkel de vuurjuffer (Pyrrhosoma nymphula), ook een soort uit de waterjufferfamilie, kan voor verwarring zorgen. Deze is echter niet egaal rood, maar zwart getekend, en heeft zwarte poten en een zwart pterostigma. De vuurjuffer is veel algemener dan de koraaljuffer, en komt in veel verscheidener biotopen voor. De vuurjuffer vliegt ook reeds in april, maar in juni en juli kunnen beide soorten tegelijk gevonden worden.

## Bedreigingen en bescherming
De koraaljuffer wordt gekenmerkt op de Belgische Rode Lijst (libellen) als ‘zeldzaam’. Ze wordt niet vermeld op de Nederlandse Rode Lijst (libellen). De soort lijkt de laatste jaren meer frequent voor te komen, althans in België.